# Plaza de París (Berlín)

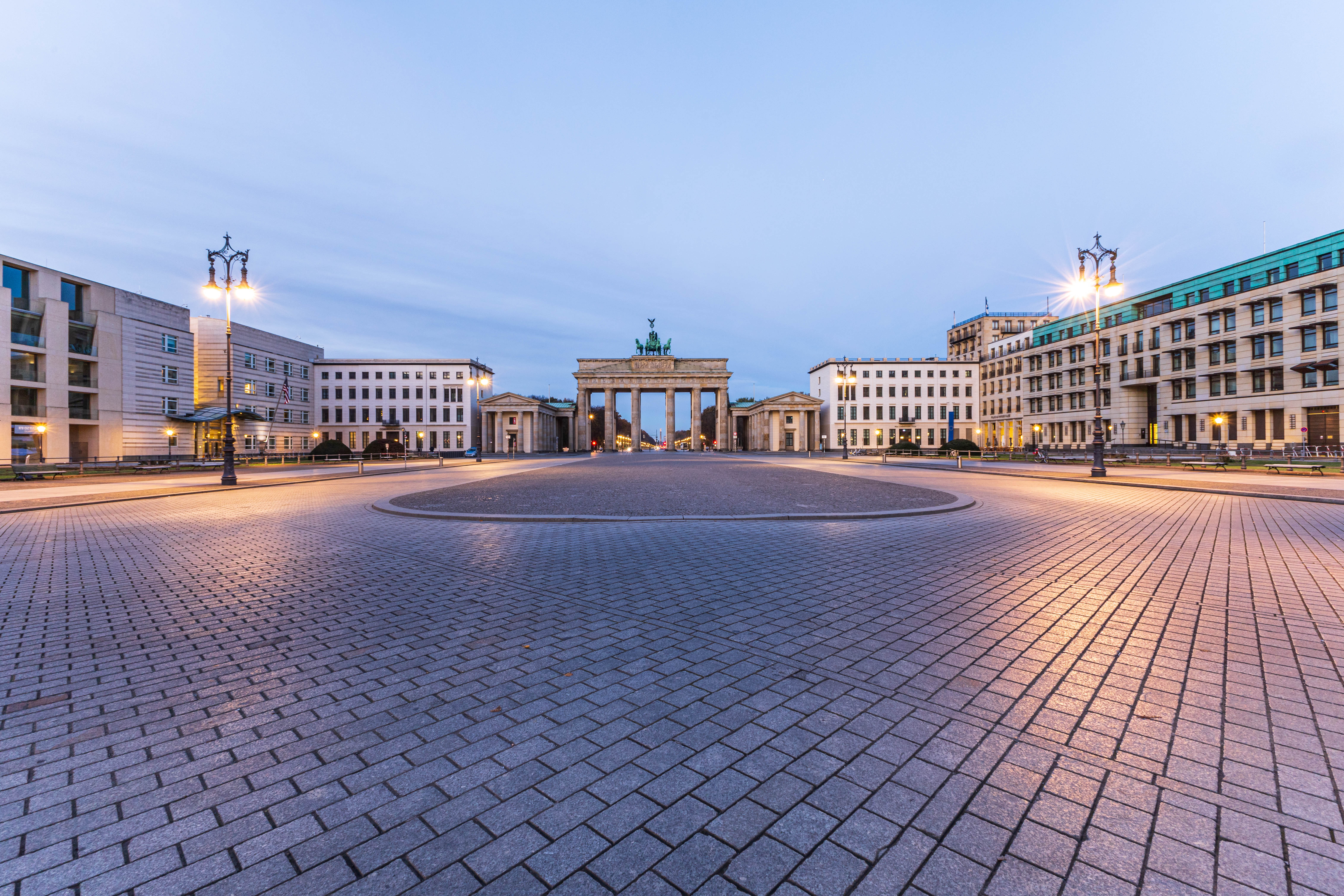
La plaza de París con la Puerta de Brandeburgo al fondo

La plaza de París (en alemán, Pariser Platz) se encuentra entre la Puerta de Brandeburgo y la calle Unter den Linden, en el distrito de Mitte de la ciudad de Berlín, capital de Alemania.
Esta plaza tiene una forma rectangular y cuenta con una superficie de 1,5 ha. Está ubicada enfrente de la fachada oriental de la Puerta de Brandeburgo (en la fachada occidental se halla la plaza del 18 de Marzo), y comunica la calle del 17 de Junio, por el occidente, con la calle Unter den Linden, al oriente; aunque desde el fin de las obras de restauración de la Puerta de Brandeburgo, en 2002, la calle está cerrada al tránsito de tráfico, cortándose así la comunicación vial entre ambas calles.
Desde 1945 hasta la Reunificación alemana en 1990, la plaza se hallaba en la zona prohibida de la RDA, ya que a pocos metros al oeste pasaba la frontera entre Berlín Occidental y Berlín Oriental y, desde 1961, el Muro.

## Historia

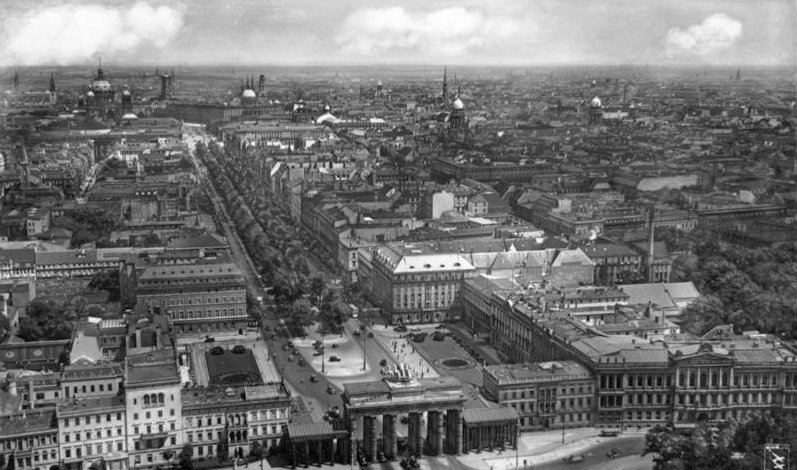
Vista aérea de la plaza en 1931, rodeada de edificios y plena de vitalidad

La plaza de París fue construida entre 1732 y 1734 bajo los planes de expansión urbana de  Federico Guillermo I y rodeada de bellos palacetes en estilo barroco. El nombre original de la plaza fue el de "Cuadrada" (Viereck o en su versión afrancesada Quarree), debido a su forma.
En 1814 adquiere su nombre actual en memoria del Tratado de París, como consecuencia de la toma de París por parte de tropas de Prusia en la guerra entre la Francia de Napoleón y la Sexta Coalición. A partir de 1850 se inicia una remodelación de la plaza y sus edificios al estilo clasicista.

## Edificios adyacentes
Directamente en la plaza se encuentran, entre otros, los siguientes edificios (en sentido horario):
- La Puerta de Brandeburgo
- Casa Liebermann, Pariser Platz 7
- Palais am Pariser Platz, Pariser Platz 6a
- Palais Beauvryé, Pariser Platz 5, desde 1835 sede de la Embajada Francesa, destruida en 1945, hoy de nuevo sede de la Embajada Francesa
- Redernsches Palais, Unter den Linden 77, hoy: Hotel Adlon
- Palais Arnim, Pariser Platz 4, hoy: Akademie der Künste
- Palais Blücher, Pariser Platz 2, hoy: Embajada de los Estados Unidos
- Haus Sommer, Pariser Platz 1, hoy: Commerzbank

La nueva embajada de los Estados Unidos en Berlín se terminó más tarde que el resto de los otros edificios de la Pariser Platz. Por eso, se pudo utilizar el terreno en 2002 y 2003, a solo pocos metros de la Puerta de Brandeburgo, para las primeras exposiciones de los United Buddy Bears. El Presidente alemán Johannes Rau inauguró en 2002, Sir Peter Ustinov un año más tarde, este proyecto («Cultura para la Paz») iniciado por Eva y Klaus Herlitz, con la presencia de más de 70 embajadores. La exposición realizó una gira mundial en los años siguientes.